# Спасо-Преображенский собор (Рыбинск)
Спа́со-Преображе́нский собо́р — православный храм в городе Рыбинске Ярославской области, кафедральный собор Рыбинской епархии Русской православной церкви.
Настоятель — иерей Андрей Рыков.

## История

### Первый храм (1649—1703)
Первый в Рыбинске каменный храм во имя Преображения Господня был построен в 1654—1660 годах на месте двух деревянных церквей начала XVII века — Преображенской и Петропавловской.
Четырёхстолпный храм стоял на высоком подклете, имел пять световых барабанов с крупными луковичными главами. С трёх сторон его окружала паперть-галерея, с северо-востока и юго-востока которой были устроены небольшие кубические приделы, увенчанные невысокими шатрами, заменёнными впоследствии луковичными главами. На северо-западном углу галереи, на четверике основания, находилась шатровая восьмигранная колокольня, перестроенная позднее в придел в честь пророка Илии. С трёх сторон на галерею вели традиционные ярославские крыльца, перекрытые двускатной кровлей.
В 1779 году указом Ярославской духовной консистории этот храм получил статус городского собора.
К 1811 году значительная ветхость здания собора и его несоответствие возросшему числу населения города поставили вопрос о строительстве нового соборного храма. Ситуация осложнялась необходимостью привязки нового собора к пятиярусной колокольне, возведённой в центре Рыбинска в 1797—1804 годах, что предполагало лишь два варианта строительства, и оба — с уничтожением уже существующих важнейших строений. Согласно первому варианту новый собор мог быть выстроен на месте старого (к востоку от колокольни), согласно второму — на месте Красного гостиного двора (к западу от колокольни).
Решение этого вопроса длилось более 20 лет: одна часть рыбинского купечества настаивала на сохранении старого собора, как «древности, благоукрашенной усердием предков»; другая часть — имела в виду интересы торговли и не менее тяжело воспринимала уничтожение вместительного и выстроенного совсем недавно Красного гостиного двора.
Наконец, судьба старого собора была решена, и 14 июня 1838 года в нём была отслужена последняя литургия. 8 сентября 1838 года на месте уже разобранного храма был совершён чин закладки нового собора.

### Второй храм (с 1838 года)
В основе проекта нового собора была авторская работа ректора Петербургской Академии художеств Авраама Мельникова, переработанная архитекторами Иосифом и Людовиком Шарлеманями, а также Петром Висконти.
Финансирование и общее руководство строительством собора осуществлялось большой группой рыбинских купцов — М. Н. Вязьминым, А. И. Миклютиным, А. П. Кувшинниковым, И. А. Наумовым, Н. А. Поповым, П. А. Переславцевым, Н. М. Журавлёвым и др. В общей сложности на возведение нового собора было израсходовано 194 тысячи рублей.
К 1845 году основные работы по строительству собора были завершены. 8 сентября того же года к монастырю был приписан протоиерей Родион Путятин, чьи проповеди не только собирали огромное количество местных прихожан, но и были известны во всех епархиях империи.
К 1851 году было закончено оформление интерьеров храма. Собор и выстроенная намного ранее отдельно стоящая колокольня были соединены галереей-трапезной, что сделало их единым архитектурным комплексом. Торжественное освящение нового собора состоялось 29 июня 1851 года.
По своему типу Спасо-Преображенский собор был холодным летним храмом. В нескольких метрах к северу от него (ближе к Волге) стоял тёплый зимний Никольский храм, построенный в 1720 году и разобранный в 1930-х годах.
В 1891 году при соборе было основано попечительство о бедных, а в 1892 году — церковно-приходская школа.
В 1909 году решением Святейшего синода рыбинский Спасо-Преображенский собор получил статус кафедрального. В 1942 году этот статус был утрачен, но впоследствии восстановлен с назначением в августе 2010 года на рыбинскую кафедру викарного епископа Вениамина (Лихоманова).
В 1929 году собор был закрыт, а бо́льшая часть колоколов его звонницы сброшена (один колокол конца XVIII века был всё же оставлен для боя часов). Разработанный в конце 1930-х годов первый проект Рыбинского автомобильного моста через Волгу предусматривал полное уничтожение собора, однако Великая Отечественная война 1941—1945 годов помешала осуществлению задуманного. Впрочем, работы по сносу собора всё же успели начаться, и он был полностью лишён пятиглавия. В само́м здании собора впоследствии было устроено общежитие (после ряда неудачных попыток приспособить его под овощехранилище, речной вокзал, цирк и театр).
Второй проект Рыбинского моста через Волгу, осуществлённый в 1963 году, предусматривал не только сохранение существующего здания бывшего собора, но и воссоздание его исторического облика. В результате реставрационных работ было восстановлено пятиглавие, а затем и часовой механизм, и позолоченный шпиль колокольни. С [1982] по [1999 год] в здании собора располагался Рыбинский филиал Государственного архива Ярославской области.
В 1991 году была зарегистрирована церковная община Рыбинского Спасо-Преображенского собора, но первые богослужения здесь были проведены лишь спустя пять лет, когда в 1996 году соборная колокольня и галерея-трапезная были переданы Русской православной церкви. Основное здание собора было передано в безвозмездное пользование Ярославской и Ростовской епархии 18 ноября 1999 года. В результате комплексной реставрации, проведённой в 2003—2007 годах на средства предпринимателя Виктора Тырышкина, Спасо-Преображенский собор был вновь открыт для верующих.

## Архитектура, убранство
Несмотря на существенную разницу в 50 лет и некоторые принципиальные различия в деталях (не говоря уже о разных авторах), колокольню и собор можно по праву считать единым архитектурным комплексом.

### Собор
Спасо-Преображенский собор по своему типу — пятиглавый центрально-купольный храм, получивший чрезвычайное распространение в период русского классицизма. Центральная часть собора увенчана сферическим куполом, основанным на подпружных арках, перекинутых между четырьмя мощными, семиугольными в плане, столбами; угловые части основного объема завершают четыре малых световых барабана, с куполами. Остальные помещения собора, включая трапезную, перекрыты цилиндрическими сводами. План собора имеет вид равноконечного креста, вписанного в квадрат, и представляет собой систему из центрального объема и гармонически связанных с ним прямоугольных объемов алтаря и боковых нефов. Боковые крылья собора заканчиваются шестиколонными фронтонными портиками с широкими маршами лестниц. С запада к центральному нефу примыкает узкая галерея-трапезная, соединяющая храм с колокольней. Собор вмещает до 4 тысяч человек.
Декоративное убранство собора, характерное для позднего классицизма, ограничено немногими выразительными деталями. Стены прорезаны двумя рядами окон: внизу арочными, а вверху — круглыми, по всему периметру здания проходит завершающий профилированный карниз. Портики декорированы пилястрами и колоннами коринфского ордера, световые барабаны — коринфскими полуколоннами. Ребристый позолоченный купол в верхней части украшен 16 люкарнами и заканчивается главкой с обходной галереей. Боковые фасады завершены глухими декоративными фронтонами. Фрески и иконостас не сохранились.

### Колокольня
Колокольня имеет высоту 93,7 метров и является одной из самых высоких в России. Её архитектурной особенностью являются устроенные внутри угловых устоев круглые камеры; в западных камерах размещаются две лестницы, ведущие на ярус звона. Декоративное убранство колокольни выполнено в традициях раннего классицизма с элементами барокко. Сложно раскрепованные столбы колокольни украшены в нижнем ярусе рустом и пилястрами, а в верхних ярусах — ионическим колоннами. В глухом, украшенном волютами, верхнем ярусе встроены часы. Колокольня увенчана восьмигранной вальмовой крышей и высоким гранёным золочёным шпилем и восьмиконечным крестом. В оформлении колокольни использованы 52 колонны, которые зрительно не только облегчают высокое сооружение, но и создают ощущение стремительного движения вверх.

### Куранты
Действующий сегодня часовой механизм установлен в верхнем ярусе колокольни в 1896 году. Часы изготовили годом ранее в петербургской фирме Фридриха Винтера. Сегодня механизмов этого мастера в России осталось совсем немного — порядка тридцати штук, поэтому каждый представляет особую ценность. Новые куранты в конце XIX века пришли на смену прежним, которые морально и технически устарели к тому времени. Механизм до сих пор не электрифицирован, поэтому раз в три дня часы необходимо заводить. В перезвоне участвуют три колокола, о полном часе сообщает большой — благовестник .

## Настоятели
- Михаил Васильев (1778—1804)
- Львов Пётр Владимирович (1804—1807)
- Гомилевский Матвей Иванович (1807—1830)
- Ненарокомов Алексей Георгиевич (1830—1845)
- Родион Путятин (1845—1869)
- Ширяев Иосиф Климентьевич (1869—1897)
- Богородский Сергей Арсеньевич (1897 — ?)
- Золотарёв Алексей Алексеевич Старший (? — ?)
- Гогишвили Григорий Вахтангович (1996—2003)
- Халюто Михаил Михайлович (2003—2007)
- Денисов Василий Никандрович (2007—2016)
- Андрей Рыков (с 2016)

## Иллюстрации

Собор во имя Преображения Господня в 1830-х гг. Рисунок братьев Чернецовых.
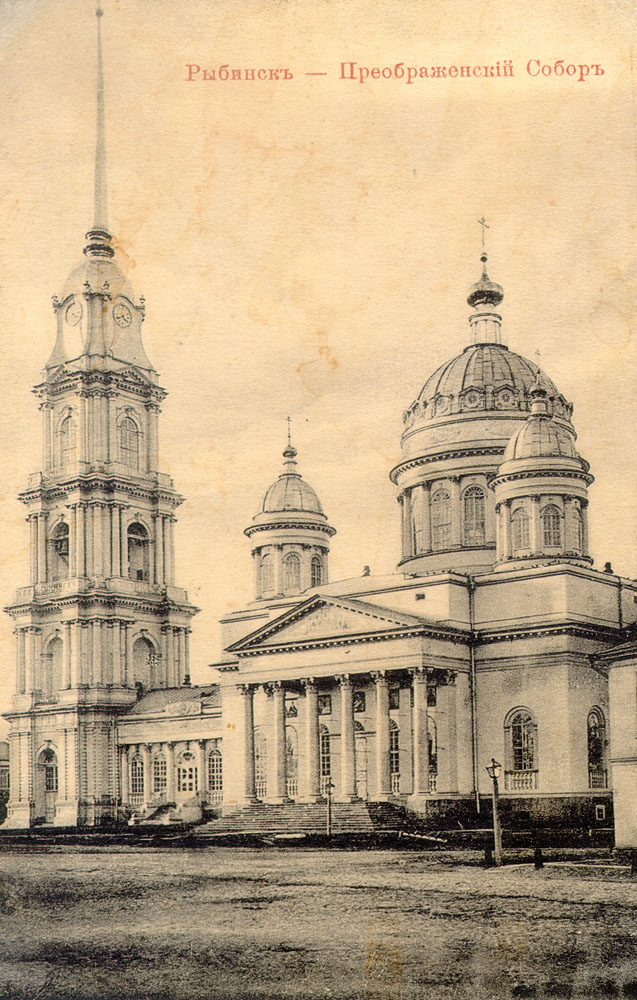
Спасо-Преображенский собор на почтовой открытке 1915 г.
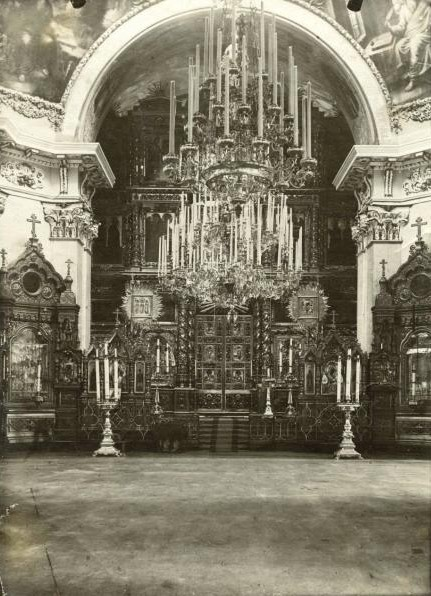
Интерьер Спасо-Преображенского собора. Начало XX в.
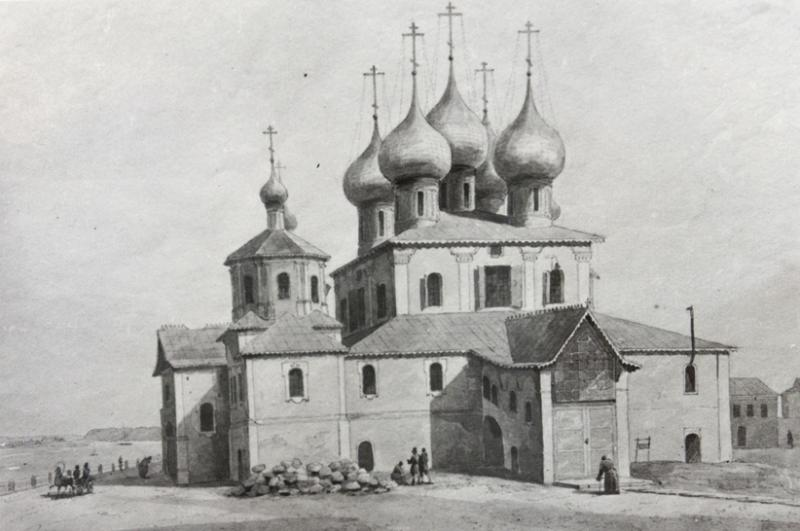
Собор во имя Преображения Господня (рисунок). Начало XIX века